# Ekuk
Ekuk ist ein Dorf in der Dillingham Census Area in Alaska. Nach der Volkszählung 2000 lebten dort zwei Personen. Die Arbeiter der Konservenfabriken und die Besatzungen der kommerziellen Fischfangboote erwecken das Dorf im Sommer zum Leben.

## Geschichte
Ekuk bedeutet „das letzte Dorf unten“ und deutet an, dass Ekuk das südlichste Dorf an der Nushagak Bay, einem Seitenarm der Bristol Bay, ist. Das Dorf wird in russischen Aufzeichnungen von 1824 und 1828 als Ekouk und Seleniye Ikuk erwähnt. Man nimmt an, dass Ekuk einstmals ein großes Dorf der Eskimos war. Bevor 1903 die erste Konservenfabrik in Ekuk eröffnet wurde, zogen viele Einwohner zur Moravian Mission bei Carmel. Heute ist nur die Familie des Wachmanns der Konservenfabrik ganzjährig vor Ort.